# بخش ایرندگان
بخش ایرندگان یکی از بخش‌های شهرستان خاش در استان سیستان و بلوچستان ایران است.مرکز این بخش، شهر ده رئیس است.  

## تقسیمات کشوری
- بخش ایرندگان
  - دهستان ایرندگان
  - دهستان کهنوک
  - شهر: ده رئیس

## جمعیت
بنابر سرشماری مرکز آمار ایران، جمعیت بخش ایرندگان شهرستان خاش در سال
۱۳۹۵ برابر ۱۳٬۳۲۳تن(۴۵۲۳)بوده‌است.

## وضعیت جغرافیایی
وسعت این بخش
چیزی حدود ۲هزار کیلومتر مربع می‌باشد و کوه بیرک با ارتفاع ۲۷۴۰ متر مهم‌ترین ارتفاع بخش ایرندگان است و بیشترین مساحت منطقه کوه بیرک را بین سه شهرستان خاش مهرستان و سوران به خود اختصاص داده.

### کوه بیرک

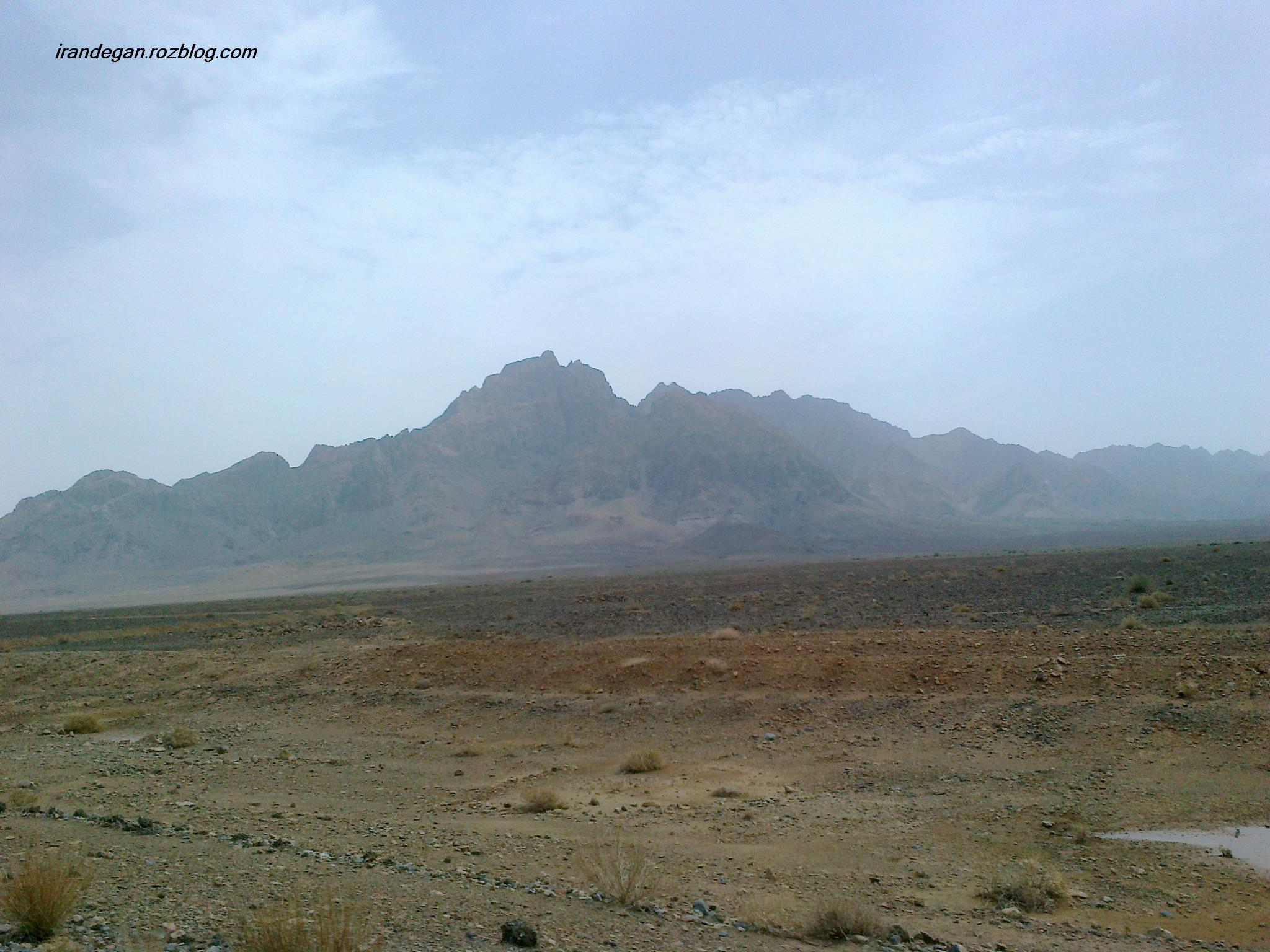
کوه بیرک ایرندگان

کوه بیرک از شرق دشت پی گل شروع (غرب کوه واقع در ایرندگان) و تا شمال غربی شهر مهرستان امتداد دارد، طول تقریبی آن حدود از ۱۲۰ کیلومتر و عرض آن به‌طور متوسط ۱۰ کیلومتر می‌باشد. طول جنوبی و غربی و شمال غرب آن در بخش ایرندگان شهرستان خاش واقع است که روستاهای گواتامک، سپتوک، منطقه سر کور و روستاهای دهستان کهنو و پستاک و چگرد در جنوب آن و اسپه و زیرکدان و … در غرب آن و پالیزان (روستای تاریخی و باستانی در دل کوه با میوه‌های سردسیری فراوان) و گوالشتان، بگ، رسول آباد و … در شمال آن واقع شده‌اند. بلندترین ارتفاع این کوه در منطقه سپتوک ایرندگان با ارتفاع ۲۷۴۰ متر قرار دارد. طول شمال شرقی و شرقی آن در سیب و سوران و طول جنوب شرقی آن در مهرستان قرار دارد. البته بیشتر خوانندگان، نویسندگان و مسئولین محترم این کوه را به نام مهرستان می‌شناسند در صورتی که بیشترین مقدار آن در بخش ایرندگان می‌باشد که تنها دلیل آن وجود دکل مخابراتی و صداوسیماست که در شرقی‌ترین ضلع این کوه یعنی در مهرستان واقع است و جاده دسترسی به این دکلها از طریق مهرستان می‌باشد.
بیشترین داروهای گیاهی بلوچستان از کوهپایه‌ها و اطراف آن برداشت می‌شود طبق گزارش‌ها محلی نیز حیوانات وحشی زیادی مثل گراز پلنگ ایرانی، خرس (به بلوچی مَم)، خرگوش، بز کوهی و پرندگان متعددی در آن حوزه وجود دارد.
با توجه به آب و هوای مطبوع آن و انواع گیاهان و درختچه‌های خوشبو، عسل آن شهرت دارد و همچنین بهترین دامهای محلی را دارا می‌باشد که گوشت دامی آن شبیه بز کوهی نرم و لطیف است. این منطقه دارای آب‌های معدنی فراوانی است که برای طب سنتی از آن استفاده می‌گردد.

## گردشگری
کوه بیرک، قلعه ایرندگان، رودخانه ایرندگان، رودخانه کهنوک، رودخانه مرنتاک، غار گواتامک، غار صداکی، تنگهٔ سکن ایرندگان، روستای مارندگان، روستای دادکان، تنگه دادکان، پالیزان، کوه زریچک، کوه چهار گران، منطقه سنگ نگاره‌ها و غارهای چهار گران، منطقه بکر و کوهای منیاتوری دشت کوه، چشمه‌های دکجمال و درهٔ دنیکو.

### قلعه ایرندگان

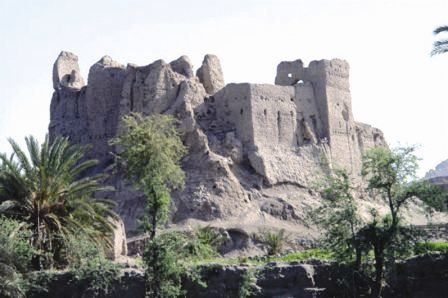
قلعه تاریخی ایرندگان

بنای اصلی باقی‌مانده قلعه ایرندگان در قاعده، به صورت مستطیل ۳۶ در ۲۵ متر، در سه طبقه ساخته شده‌است. به گونه‌ای که هر چه بر ارتفاع آن افزوده می‌شود از حجم آن کم می‌شود و در ظاهر به شکل «مصطبه هرم» در می‌آیدکه موجب ایستایی بیشتر بنا و جلوگیری از رانش دیوارهای قطور و مرتفع آن می‌شود.
محل ورود قلعه تنها از طریق پلکان شمال شرقی امکان‌پذیر بوده‌است و واردشونده‌ها پس از عبور از درب اصلی قلعه به وسیله معبری به در گاهی در سمت میانی دیواره جنوبی و از آنجا به وسیله یک راهرو تونل به طول ۱۶/۵ متر با شیب نسبتاً تند به حیاط مرکزی می‌رسیدند. همچنین برای دسترسی به آ چاهی در حیاط مرکزی حفر شده‌است.
قلعه ایرندگان در مجموع ۱۰ اتاق کوچک و بزرگ داشته که در اطراف حیاط مرکزی جای گرفته‌اند و برای دسترسی به فضاهای حاکم‌نشین و تابستانی، راه پله یی مخفی، کم عرض، با شیب زیاد وجود دارد.
در مورد تاریخ ساخت قلعه به دلیل کم‌کاری و بی‌توجهی میراث فرهنگی خاش اطلاعات دقیقی در دسترس نمی‌باشد، اما بر اساس اطلاعات محلی سابقه قلعه به دوران صفاریان بر می‌گردد، و در دوران افشاریه و قاجاریه مرمت و گسترش یافته‌است، در اطلاعات ثبت شدهٔ میراث فرهنگی و آثار ملی ایران به طرزی عجیب و غیر باور کردنی ساخت قلعه در دوران قاجاریه معرفی شده، این در صورتیست که کهنسالان ایرندگانی از پدران و پدربزرگان خود نقل می‌کنند که تاریخ ساخت قلعه را نمی‌دانسته‌اند که خود اثبات‌کنندهٔ تاریخ قلعه است، لازم است برای مشخص کردن تاریخ دقیق ساخت قلعه از سوی اداره میراث فرهنگی تحقیقات لازم صورت گیرد و شبهات پیش آمده را برطرف سازند

### غار صداکی

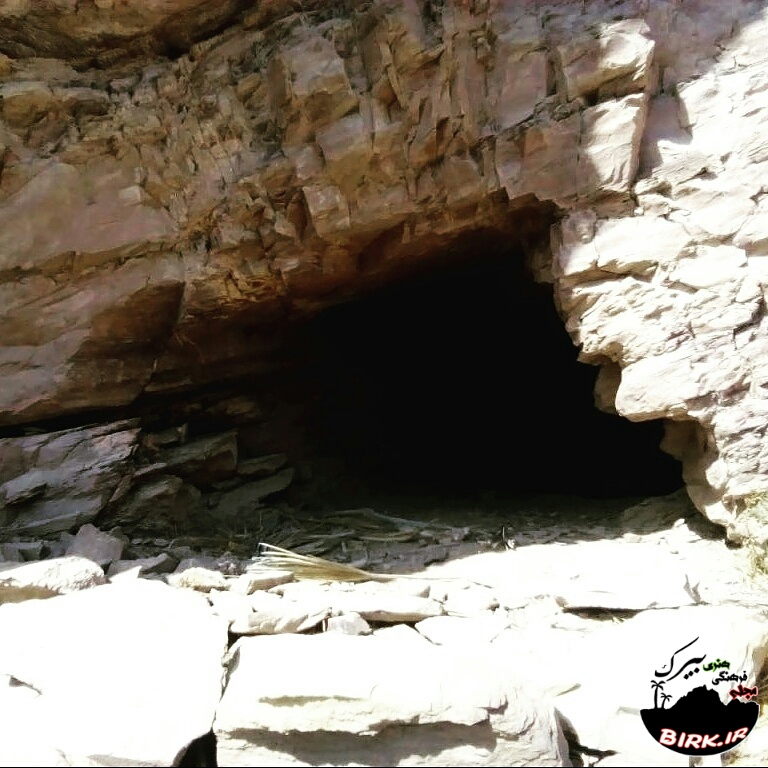
غار صداکی ایرندگان

غار «صداکی» از جاذبه‌های بکر و منحصر بفرد واقع در ارتفاع حدود هزارو۵۰۰ متری کوه بیرک محدودهٔ ایرندگان است. این غار در ۵۵کیلومتری خاش و در بخش ایرندگان، بالا دست روستای پستاک قرار دارد. از ویژگی‌های منحصربفرد این غار، وجود سه چاهک و یک دهنه چشمه آب است که زمینه حیات را برای جانورانی از قبیل پلنگ ایرانی، خفاش دم موشی و انواع خزندگان از قبیل سوسمارها فراهم ساخته‌است. دهنه این غار دو متر و طول آن ۴۰۰ متر است که دارای دو تالار بزرگ با ظرفیت هر یک به تعداد هزار نفر است. این غار دارای ارتفاع ۵ تا ۲۰ متر و همچنین سه دالان به‌طور تقریبی هر یک بیش از ۱۰۰ متر است که به دلیل صعب العبور بودن، جایگاه بسیار مناسبی برای خفاشان و سایر جانداران به‌شمار می‌رود. همچنین در مورد سنگ نوشته و تصاویر روی سنگ‌ها و دیواره‌های این غار باید دانست که طبق بررسی‌های روی سنگ‌ها و دیواره‌های این غار، نوشته‌هایی حک شده‌است که تحقیقات روی آن‌ها در حال انجام است. سقف و کف این غار دارای آویزه‌های نمکی و قندیل‌های زیبایی است که توجه هر بیننده‌ای را به خود جلب می‌کند. غار صداکی به دلیل قابلیت‌های گردشگری، دیرینه‌شناسی، باستان‌شناسی و زمین‌شناسی و همچنین زیست‌محیطی، از اهمیت خاصی برخوردار است و باید روی هر یک از این شاخصه‌ها مطالعات و بررسی‌های دقیق انجام گیرد. بخش ایرندگان شهرستان خاش از قابلیت‌ها و پتانسیل‌های بسیاری از جمله فرهنگی و تاریخی و گردشگری برخوردارهست که ناشناخته و نیازمند تحقیق و کاوش هستند

### غار گواتامک

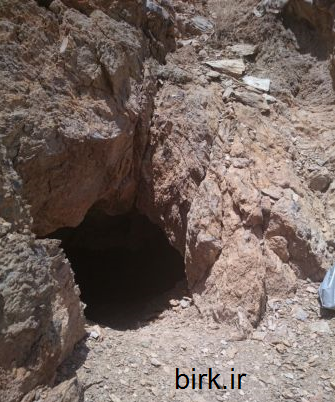
غار گوتامک

این غار در۱۲۰ کیلومتری جنوب شهر خاش و در بخش ایرندگان و از نظر مختصات جغرافیایی در «۲۷° ۳۱۰۳۹; ۵۸٫۴» شمالی و «۶۱° ۲۰۰۳۹; ۳٫۳» شرقی در ارتفاع ۱۷۱۲ متری واقع شده‌است. دهانه ورودی این غار به قطر حدود یک متر است. پس از ورود به داخل غار، وارد دالانی به عرض ۵/۱ و ارتفاع ۳ متر می‌شویم که هر چه جلوتر برویم عرض و ارتفاع بیشتر می‌شود تا جایی که در اواسط مسیر ارتفاع به حدود ۱۰ تا ۱۲ متر و عرض ۳۰ تا ۳۵ متر می‌رسد. انتهای این غار حدود ۱۰۰ متری به غاری کم عرض ولی طولانی در دل کوهستان ختم می‌شود. این غار میان مرز ایرندگان و مهرستان قرار دارد

## صنایع دستی

### پرورش ابریشم در ایرندگان
زمانی نه چندان دور منطقه ایرندگان مرکز توتستان، پرورش کرم ابریشم و از مراکز پارچه بافی جنوب شرق ایران بوده که آثاری از کارگاه‌های ان هنوز در روستاهای دادکان، ده قلعه پروم، هشیک، جنگلک، .... باقی است در زمان قدیم گلیم بافی، جلک ریسی، شیکن بافی، چادربافی (پلاس یا سیاه چادر)، گوال دوزی، نخ ریسی از پشم و موی گوسفند، خورجین دوزی در ایرندگان رواج داشته.
- مهم‌ترین صنایع دستی بخش ایرندگان عبارتند از :

```
سوزن دوزی
```

- سکه دوزی و آیینه دوزی
- گلیم و پتش بافی
- تولیدات حصیری
- سیاه‌چادر بافی.
- پرکار دوزی
- سبد بافی، قندان و ظروف بافته شده با برگ داز
- حصیر بافی
- قالی بافی

## پوشش گیاهی
ایرندگان به سبب موقعیت در مرز مکران و سرحد و دارا بودن شرایط سرد سیری و گرمسیری دارای پوشش گیاهی بسیار غنی می‌باشد و متنوع‌ترین داروهای گیاهی بلوچستان در کوه پایه‌های ایرندگان برداشت می‌شود؛ و همچنین در این منطقه به دلیل اب و هوای گرم میوه‌های گرم سیری بسیاری وجود دارد مانند: انواع خرما و غیره…

### درخت جک
وجود کوهستان‌های مرتفع و همچنین سلسه کوه‌های بیرک، سیه بند و زردان در بخش ایرندگان موجب شکل‌گیری رودخانهٔ بزرگ ایرندگان شده که این رودخانه و منطقه ایرندگان دارای شرایط و پتانسیل‌ها و زیست‌محیطی منحصر به فرد می‌باشد، از جمله موارد منحصر به فرد ایرندگان می‌توان به تنوع آب و هوایی بالا ی این منطقه اشاره کرد. وجود گونه‌های گیاهی سردسیری و گرمسیری متنوع شرایط ایده‌آلی برای وجود انواع گیاهان فراهم کرده‌است. مهم‌ترین گونه‌های درختی ایرندگان شامل انواع درختان سردسیری و گرم سیری، بنه، داز، گز، بادام کوهی، کنار و پدگ است و وجود درختانی نظیر”شیشم” یا جَک حاکی از غنای ژنتیکی گیاهی این منطقه از شهرستان خاش است.
جَک یا شیشم درختی است بزرگ، خزان‌کننده و بومی کشورهای پاکستان نپال هند بوتان و افغانستان است در کشور ایران نیز دارای رویشگاه‌های طبیعی محدود با سطح اندک دراستان‌های هرمزگان، خوزستان سیستان و بلوچستان وکرمان می‌باشد. نام این درخت در فارسی شیشم است که در ایرندگان بلوچستان آن را جک، در جیرفت و هرمزگان آن را جک، در آبادان سیسو می‌گویند.
در استان سیستان و بلوچستان در حاشیه رودخانه و کنار زمین‌های کشاورزی ایرندگان به صورت طبیعی روییده و به وفور دیده می‌شود و برای مردم ایرندگان مورد احترام می‌باشد. این درختان در استان علاوه بر ایرندگان در تنگه سرحه نیکشهر نیز وجود دارند.
درخت جَک جزء درختان صنعتی بسیار مهم به‌شمار می‌رود. چوب سخت و محکم آن برای خراطی بسیار مناسب که رنگ و جلا را به خوبی پذیرفته و درخشان می‌گردد. به راحتی به صورت ورقه قابل جدا شدن است، به همین جهت در روکش‌سازی ازآن استفاده می‌شود. برگ‌های درختان جک به عنوان علوفه برای تغذیه دام‌ها مورد استفاده است. این درخت از انواع درختان نادر در ایران است و در برخی مناطق ممنوع القطع می‌باشد.